# 夏・長崎から'89
『夏・長崎から'89』（なつ・ながさきから はちじゅうきゅう）は、1989年11月10日に発売されたさだまさしのライブ・アルバムである。

## 解説
さだまさしは1987年から2006年まで8月6日に「夏・長崎から」と題したチャリティ・コンサートを行っていた。本アルバムは1989年に長崎市営ラグビー・サッカー場で行われた同コンサートのライブ盤である。

## 収録曲

### DISC 1
1. きみのふるさと
2. 女郎花
3. 星屑倶楽部
4. 長崎小夜曲（ナガサキ・シティ・セレナーデ）
5. Yes, We Can
歌：白鳥座
6. いつまでも
歌：白鳥座
7. 叱られて〜Stop To Love
歌：ロン・リチャードソン
8. True Colors
歌：ロン・リチャードソン
9. Up Where We Belong
歌：ロン・リチャードソン、さだまさし

### Disc 2
1. 交響楽（シンフォニー）
2. 指定券
3. 驛舎（えき）
4. 初夏
歌：さだまさし、ふきのとう
5. あなたを愛したいくつかの理由
歌：さだまさし、佐田玲子
6. Amazing Grace〜風に立つライオン
歌：ロン・リチャードソン、さだまさし
7. 夢と呼んではいけない〜Bye Bye Guitar
8. しあわせについて
歌：さだまさし、ロン・リチャードソン ほか
9. 長崎小夜曲（ナガサキ・シティ・セレナーデ）
10. デイジー
11. 祈り